# Abbas Bolaghi
Abbas Bolaghi (pers. عباس بلاغي) – wieś w zachodnim Iranie, w ostanie Azerbejdżan Zachodni, w szahrestanie Szahin Deż. W 2006 roku liczyła 465 mieszkańców.